# الكسندر إم. جنكينز
الكسندر إم. جنكينز هو قاضي وسياسي أمريكي، ولد في 1802، وتوفي في 1864. نشط حزبياً في الحزب الديمقراطي. وقد انتخب عضو مجلس نواب إلينوي ‏.